# Goodbyeee
Goodbyeee, ou Plan F: Goodbyeee est le sixième et dernier épisode de la série britannique Blackadder. Cet épisode fait partie de la quatrième saison intitulée Blackadder Goes Forth. L'épisode a été diffusé pour la première fois sur la chaine britannique BBC One le 2 novembre 1989, peu de temps avant le Jour du Souvenir. En dehors d'un téléfilm, Blackadder: Back & Forth, fait une décennie plus tard, cet épisode est le dernier de la série Blackadder à être produit.

## Synopsis
L'épisode dépeint ses personnages principaux lors de l'offensive finale sur le Front occidental de la Première Guerre mondiale. Le capitaine Blackadder tente d'échapper à son destin en simulant la folie. Malgré tous ses efforts, il ne parvient pas à convaincre le général Melchett et les conseils du maréchal Haig s'avèrent inutiles. Il se résigne donc à prendre part à la bataille.

## Autour de l'épisode
Goodbyeee possède une teinte plus sombre que les précédents épisodes de la série, son point culminant étant la mort des personnages sous le feu d'une mitrailleuse. Le thème de l'épisode est une critique et une satire de la guerre, ainsi que de la représentation des figures d'autorité. Celles-ci obligeant leurs subordonnés à faire face à l'ennemi, alors qu'eux-mêmes ne veulent pas le faire.
Richard Curtis et Ben Elton sont les co-auteurs de cet épisode.
Le créateur des programmes n'étant pas satisfait de la séquence finale où les personnages en « faisaient un peu trop », cette scène est restituée en mouvements lents (slow motion). Le renforcement de la scène a été décrit comme audacieux et poignant.

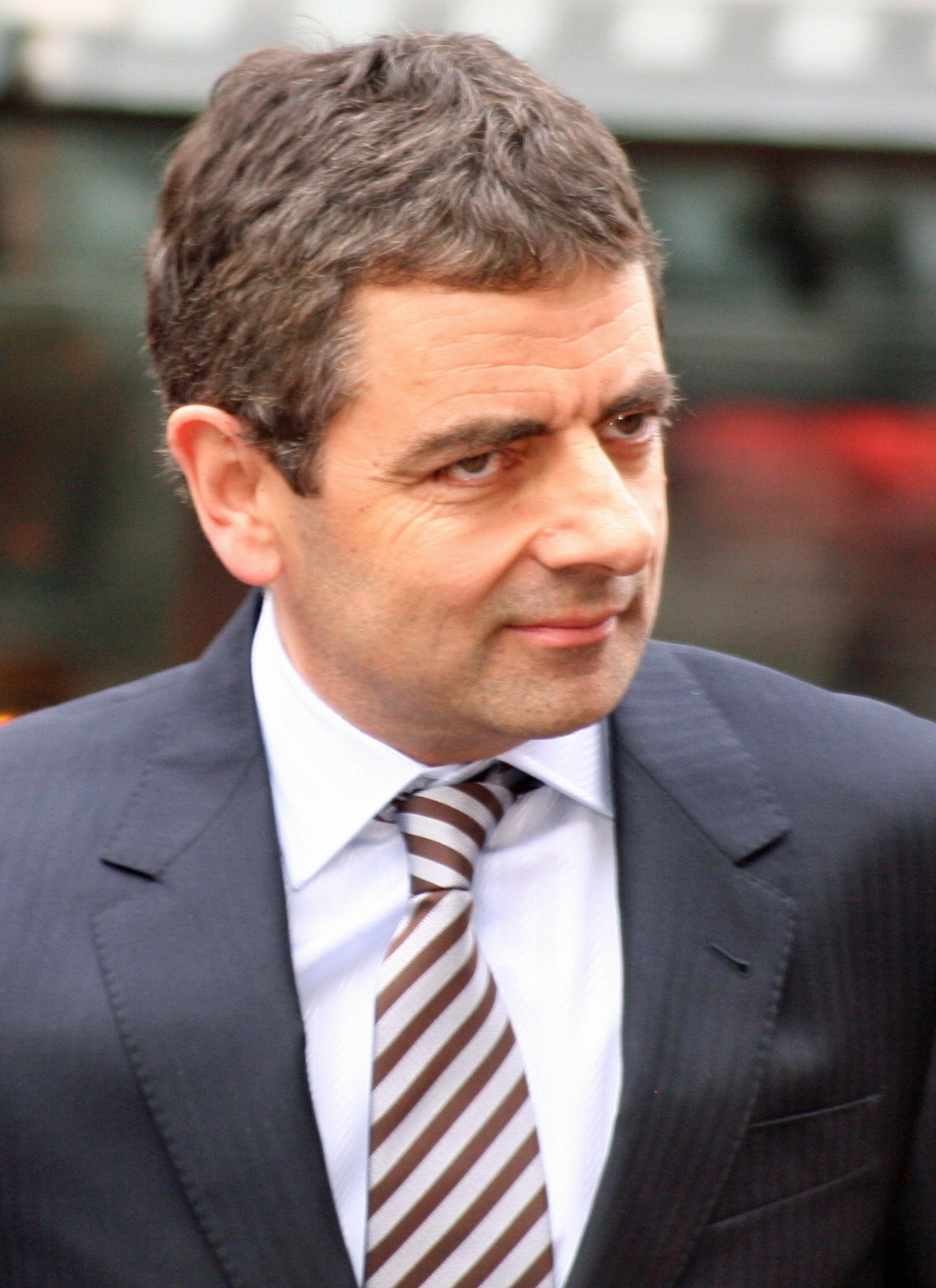
Rowan Atkinson a joué le Capitaine Blackadder dans la série.

Chaque série de Blackadder représente son protagoniste, Edmund Blackadder, à différentes périodes de l'Histoire. Il est toujours dépeint comme un intrigant et, à l'exception de la première série, comme un homme d'esprit. Dans Blackadder Goes Forth, il est le capitaine  Blackadder (Rowan Atkinson), un officier de l'Armée britannique sur le Front Occidental pendant la Première Guerre Mondiale.
Rejoint par ses collègues — le pauvre, stupide et insalubre soldat de deuxième classe Baldrick (Tony Robinson), et le trop optimiste, et tout aussi idiot, Lieutenant George (Hugh Laurie) — Blackadder essaie constamment de s'échapper de sa position et éviter la bataille finale, qu'il craint de voir entraîner sa mort. Ses efforts sont entravés par le fort et intimidant Général Melchett (Stephen Fry), ainsi que le strict, sardonique et peu coopératif officier d'état-major, le Capitaine Chéri (Tim McInnerny).